# One Day (miniserie televisiva)
One Day è una miniserie televisiva britannica del 2024 diretta da Molly Manners, Luke Snellin, John Hardwick e Kate Hewitt, basata sul romanzo Un giorno di David Nicholls.

## Episodi
| Stagione       | Episodi | Prima TV originale | Prima TV Italia |
| -------------- | ------- | ------------------ | --------------- |
| Prima stagione | 14      | 2024               | 2024            |

## Produzione
Nel novembre 2021 Netflix ha commissionato un adattamento televisivo del romanzo di Nicholls e nel giugno 2022 Ambika Mod e Leo Woodall si sono uniti al cast nei ruoli dei due protagonisti.
Le riprese principali si sono svolte a Londra ed Edimburgo tra il luglio 2022 e il gennaio 2023.

## Distribuzione
One Day è stato distribuito sulla piattaforma Netflix l'8 febbraio 2024.

## Accoglienza
L'aggregatore di recensioni Rotten Tomatoes riporta il 91% di recensioni positive, con un punteggio medio di 8 su 10 basato sul parere di trentacinque critici.